# Portály v Jáchymově

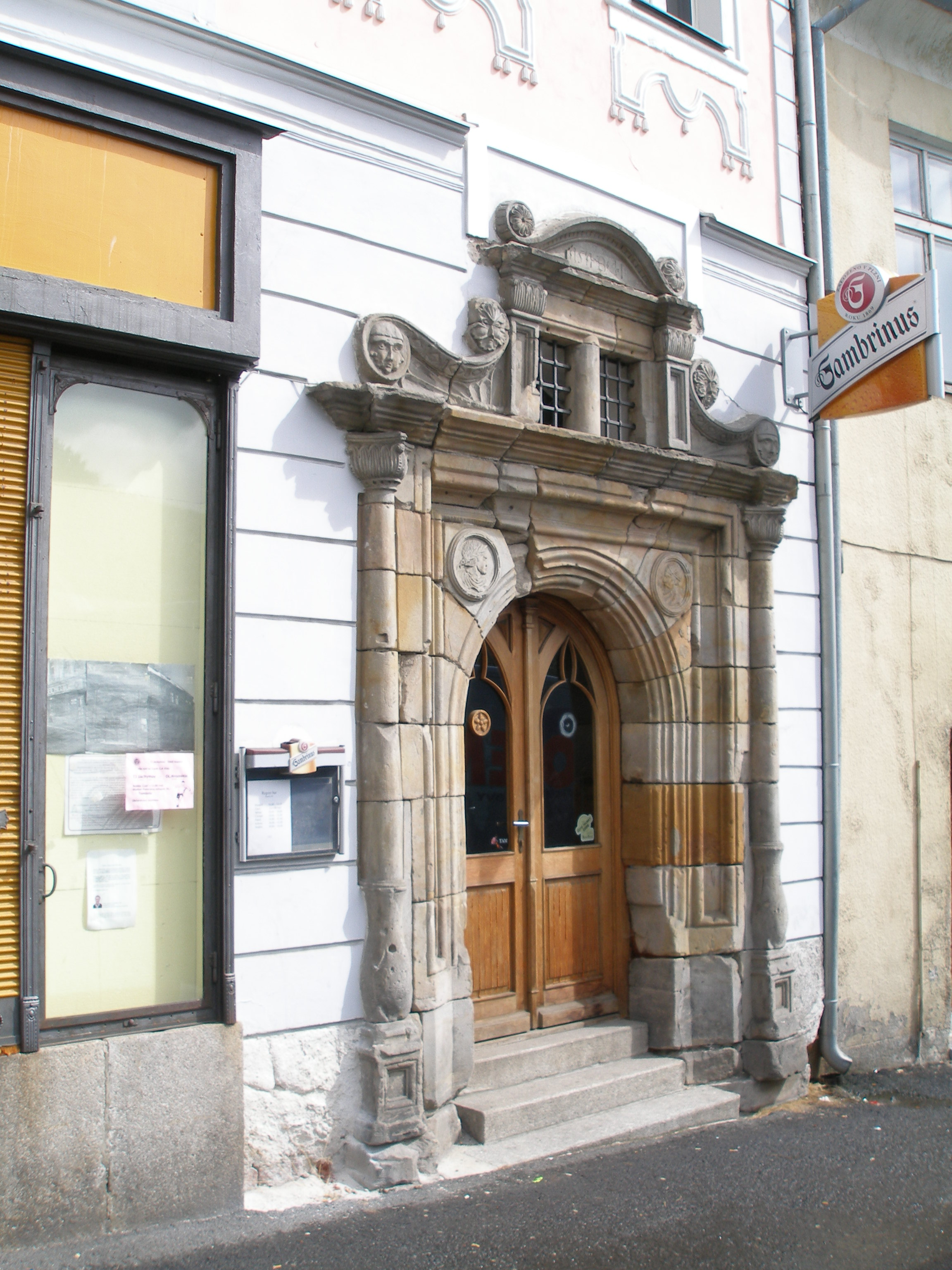
Portál domu č. 145

Portály v Jáchymově tvoří ojedinělý a ucelený soubor vstupních portálů veřejných budov i patricijských domů na náměstí Republiky v Jáchymově. Jsou součástí městské památkové zóny vyhlášené v roce 1992.
Zřetelně se v nich odráží vliv saské pozdní gotiky a renesance. Vznikaly převážně v první polovině 16. století pod vlivem Jörga z Bamberka a italských kameníků, např. Alberta Italicuse, působících zde při stavbě kostela sv. Jáchyma. Navzdory původní podobě jsou portály s odkrytým kamenem, ačkoliv je původně překrývala barevná omítka. Řada portálů je i přes historický a umělecký význam ve špatném stavu.

## Portály na veřejných budovách

### Děkanský kostel sv. Jáchyma a sv. Anny

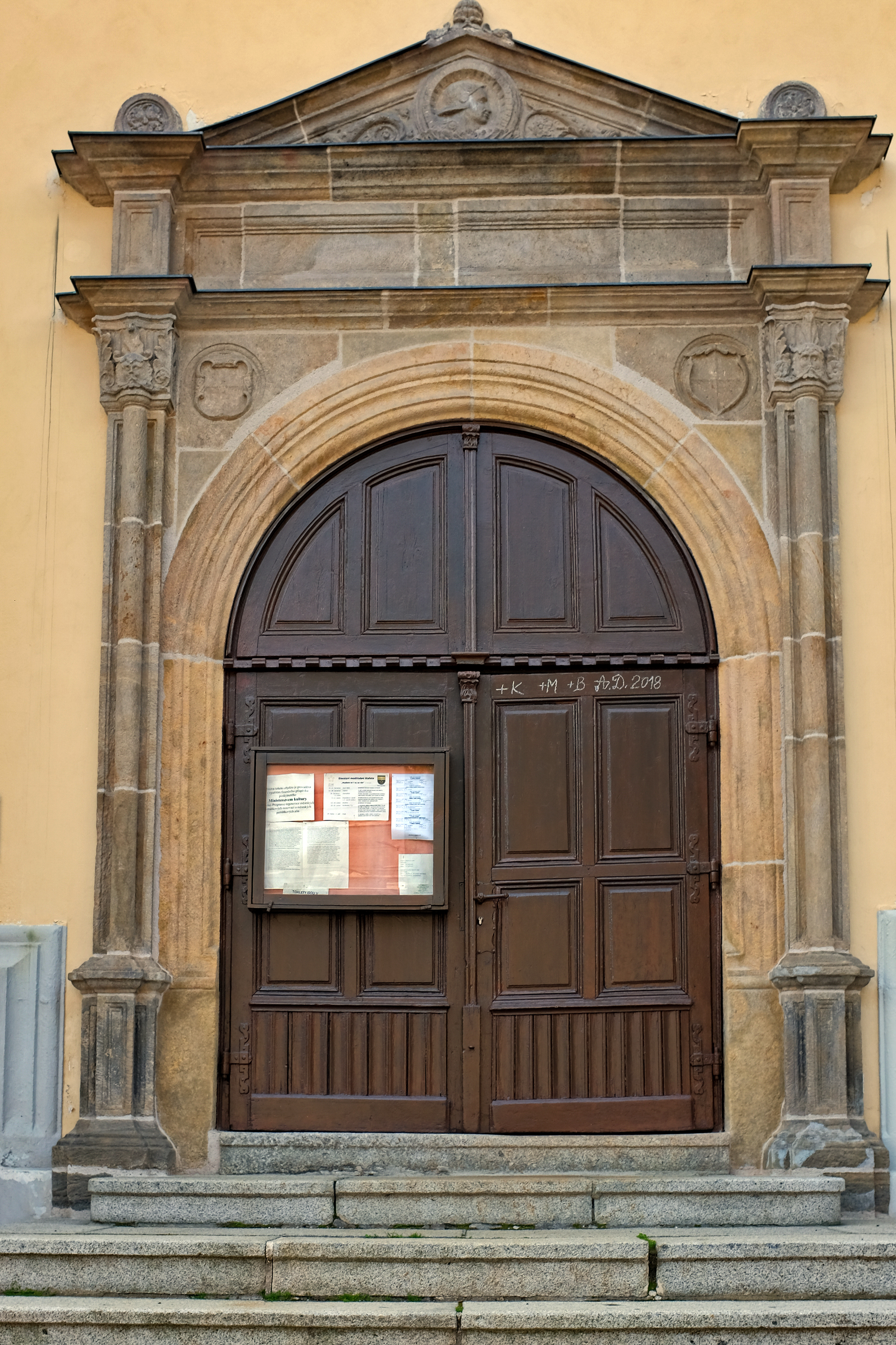
Kostel, východní portál

Na budově kostela svatého Jáchyma a svaté Anny jsou čtyři portály a dvě ostění. Na ostění vstupu do sakristie je původní šlikovský erb – krokev s kroužky (italské hrabství Bassano).
Portály jsou prakticky totožné, přičemž nejkrásnější z nich je ten západní. Zajímavé je i samotné umístění tohoto tzv. Hornického portálu, ležel totiž vždy pod úrovní sousední komunikace. Na tomto portálu je uprostřed štítového pole vytesáno poprsí Štěpána Šlika – zakladatele města. Pod poprsím je roh hojnosti, ze kterého vyskakuje delfín a ve vlysovém páse je distichon vytesaný Jörgem z Bamberka a zbásněný Jane Naeviusem: HVNC PIETAS REGISQUE FAVOR ATQUE INICKITA VIRTVS ORBARVNT /VITA CONIVGE ET IMPERIO. D. STEPHANVS SCHLICK. COMES Z.G.AN. 1526 AETATIS 40/.
Ve štítovém poli severního portálu je poprsí bezvousého vojáka s otevřeným hledím přilby a medailon východního portálu, ke kterému vede devítistupňové schodiště, se podobá svému západnímu protějšku.
Všechny portály jsou zdobeny motivy akantových listů, delfíny, hlavami andělů a zubořezy. Renesanční portál věže zdobí řada listů a roset nad polosloupy s korintskými hlavicemi.

### Radnice
Portál jáchymovské radnice patří mezi tzv. sedátkové portály, i když zde jsou prvky portálů edikulových. Původně šlo o gotický portál, ale jeho lemování je již renesanční. Sedátka jsou kruhová ve tvaru hřibů, polosloupy po stranách mají korintské hlavice. Římsa je čistě renesanční s malým světlíkem. Portál je zdoben rosetami a listovím. Navzdory nedávné opravě budovy radnice je portál ve špatném technickém stavu, až havarijním, protože ve spodní části se portál drolí.

### Mincovna
Renesanční portál Královské mincovny je edikulového typu a pochází z období výstavby mincovny. Portál zakončuje vysoký segmentem ukončený nástavec.

## Portály na domech

### Dům čp. 4

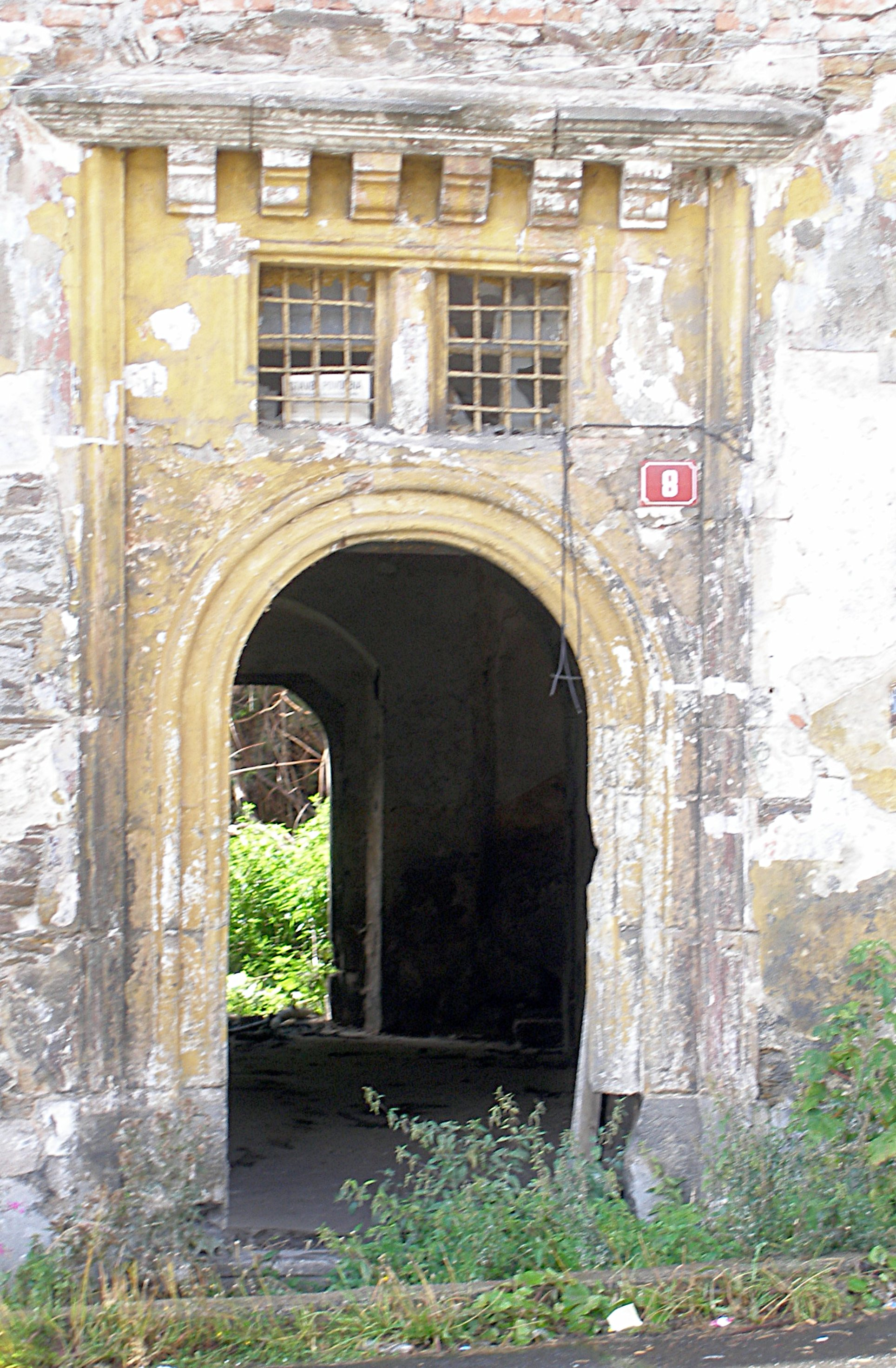
Portál domu č. 8 (stav v roce 2007)

Panský dům s  renesančním jádrem z doby kolem roku 1520, později patřící Rožmberkům. Renesanční portál je sedátkového typu, konsolové sedáky jsou ale dnes osekány. Gotická archivolta je prolomena novějším klenákem, nad kterým je nečitelný letopočet. Dveře jsou barokní z doby kolem roku 1700, bohatě zdobené řezbou révy, prosekávanými železnými závěsy a kovanou přístuhou z akantových listů.

### Dům čp. 8
Dům patřící Šlikům. Renesanční portál s řadou gotických prvků pochází z počátku existence města. Budova byla stavěna v letech 1515–1516. Portál patří k nejcennějším v Jáchymově a má velmi vysokou historickou i uměleckou hodnotu. Na bocích portálu jsou pilířky, na které dosedá římsa. Ta je nesena šesti konzolami. Nad ní jsou dva světlíky v ostění děleném sloupkem. Světlíky jsou kryté provlékanou mříží.

### Dům čp. 10
Tento barokní portál s uchy vznikl kolem roku 1710. Nad bohatě profilovanou římsou je mušlový výklenek, ve kterém původně stávala pískovcová socha sv. Floriána.

### Dům čp. 11
Renesanční portál s vpadlým polem, nad kterým se nachází dvojitý světlík s okoseným ostěním. Překlad byl do dnešní podoby sesekán v 19. století.

### Dům čp. 12
Renesanční sedátkový portál byl po požáru v roce 1873 doplněn nad profilovanou římsou neorenesančním nástavcem a akrotériemi.

### Dům čp. 71
Barokní portál s uchy pocházející z doby kolem roku 1780. Portál je zdoben středním klenákem a kapkami.

### Dům čp. 72
Původně desátkový úřadí. Portál sedátkového typu z první poloviny 16. století s barokními doplňky. Ve skoseném ostění jsou ploché niky, nabíhající dole v konsolová sedátka nahoře krytá baldachýnem. Přímá římsa je nesena štíhlými sloupky. Nad římsou je nástavec prolomený nikou s mušlí, ve které původně stála soška sv. Jana Nepomuckého. Po stranách niky jsou andílci a listí vinné révy.

### Dům čp. 117
Renesanční portál stavebně příbuzný portálu mincovny zakončený barokním trojlaločným nástavcem.

### Dům čp. 126
Torzo původního portálu nese znak stavebníka a majitele domu – horního mistra Hanse Müllera z Perneku (horním mistrem byl v letech 1565–1567). Ve znaku je mlýnské kolo, mlátek a želízko. Nad ním je iniciála HVP.

### Dům čp. 133
Sedátkový typ portálu s gotickou formou. Po stranách konsolová sedátka a baldachýny. Z baldachýnu vybíhající tři pruty tvoří hrotitý záklenek. V tomto případě je zahrocení amatérsky zkomoleno.

### Dům čp. 143
Dům horního hejtmana Jindřicha z Könneritz. Portál je příbuzný s portálem na č. p. 133. Ostění je vyžlabeno, přičemž výžlab má dole konsolová sedátka a nahoře štíty. V tom levém je mlátek se želízkem.

### Dům čp. 145
Pozdně barokní fasáda ve stylu Ludvíka XVI. Barokní portál je zdobený vázami a píšťalami. Portál nad středovým klenákem korunuje erb rodiny Zeileisenů.
Na domě je nainstalován ještě jeden portál. Ten není původní, ale pochází z č. p. 139 (dům zbořen v roce 1984). Tento portál edikulového typu rámují balustrové sloupy s listovými hlavicemi. Bohatě profilovaná římsa nese nástavec prolomený světlíkem. Ten je dělen širokým sloupkem. V poli nad světlíkem je monogram s letopočtem: 15-HB-41. Orámování dveří je bohatě členěno, vlevo je v medailonu reliéf mladíka s vavřínovým věncem, vpravo vousatý muž s calottou. Tento portál byl složen v areálu Technických služeb, kde se pomalu rozpadal. O jeho záchranu a znovuinstalaci se zasloužil Jiří Kaucký starší.

### Dům č. p. 146
Dům nákladníka Hanse Pocka z roku 1555. Sedátkový portál s výžlabkem ostění. Sedátka byla osekána. Výžlab je zakončen konsolou, která je zdobena listy jetelovými a akantovými. Ve cviklech portálu jsou kozli ve skoku. Na mohutné římse je umístěný tympanon zakončený rozetami s letopočtem a iniciálami stavebníka: 1555 a HP.

### Dům č. p. 270
Současný edikulový portál je patrně druhým portálem tohoto domu. Datován je do roku 1543. Na okraji portálu jsou sloupy spočívající na konsolách. Hlavice sloupů nesou přímou římsu se světlíkem. Po jeho stranách jsou trojúhelníkové výplně s mušlemi. Ovroubené jsou postavami s rybím tělem a ptačími hlavami. Ve cviklech jsou portréty muže s kloboukem a ženy s baretem a síťkou ve vlasech – pravděpodobně portréty stavitelů domu.

### Dům čp. 292
Jeden z nejpozoruhodnějších edikulových portálů nejen ve městě, ale vůbec. Příbuzný je s portálem na č. p. 270 (například stejně profilovaná římsa, polosloupy). Vnitřní výplň byla odstraněna kolem roku 1900, nejpozději v roce 1913. Na této výplni byly původně kruhové medailony stavitelů, podobně jako u č. p. 270. Ty byly později vsazeny do nově upraveného vstupu. Při úpravách domu v letech 1961–1964 ale byly odstraněny a dnes jsou ztraceny. Portál je při svém základu postaven na různě vysoké sokly sloupů a tím je vyrovnán sklon terénu. Na římse je vysoký nástavec s trojúhelníkovým frontonem, ve kterém je vytesán letopočet 1543. V ploše tvořené nástavcem je vtesaný erb Wolfa Thiela. Ten byl v letech 1529–1535 horním písařem.

### Dům čp. 38
Dům mincmistra, zbořený včetně portálu. Portál byl příbuzný a prakticky totožný s portálem domu č. p. 8. Pouze nad římsou chyběl světlík. Portál byl tvořen z dvaceti tesaných částí. Jeho zbytky byly nalezeny společně s portálem z domu č. p. 139 a dalšími architektonickými články v areálu Technických služeb v roce 2005. Zatímco portál č. p. 139 zachránil Jiří Kaucký starší a znovu jej instaloval na svém domě, portál domu mincmistra již nebylo možné zachránit. Jeho zbytky, ostění oken a další kamenické práce jsou dnes uloženy v lapidáriu ve sklepeních Muzea v Královské mincovně.